# 탈러

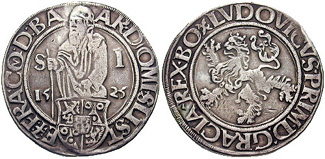
1525년 보헤미아 왕국 발행 요아힘스탈러

탈러(영어: Thaler)는 수백년 동안 유럽에서 쓰였던 은화이다. 오늘날에도 '탈러'라는 이름은 달러 등으로 바뀌어 쓰이고 있다.

## 어원
탈러는 보헤미아 왕국이 1518년에 에르츠산맥의 요아힘스탈에서 나온 은으로 만든 은화인 요아힘스탈러(Joachimsthaler)의 준말로 쓰였다. 어원학적으로 보았을 때 탈(tal)은 독일어로 골짜기를 뜻하며, 탈러(thaler)는 골짜기에서 온 사람 또는 물건을 뜻한다. 탈러의 체코어 표기는 톨라르(tolar)였으며 다양한 언어에서 각기 다른 방법으로 쓰였다. 노르웨이어와 덴마크어, 스웨덴어로는 달러(daler)로, 러시아어에서 탈레르(талер)로, 체코어와 슬로베니아어에서 톨라르(tolar)로, 폴란드어에서 탈라르(talar)로, 네덜란드어에서 달더르(daalder)로, 암하라어에서 탈라리(ታላሪ)로, 헝가리어에서 탈레르(tallér)로, 이탈리아어에서 탈레로(tallero)로, 그리스어에서 탈리로(τάληρο)로, 스페인어에서 탈레로(talero)로, 그리고 영어에서는 달러(dollar)로 불리게 됐다. 나중에 만들어진 네덜란드의 달더르는 사자가 그려져 있었기에 레이위벤달더르(leeuwendaalder, 사자 달더르)로 불렸으며, 이 레이위벤달더르의 줄임말은 오늘날 발칸반도의 루마니아 레우, 몰도바 레우, 불가리아 레프 등의 이름에 남아있다.

## 역사

### 탈러 등장 이전

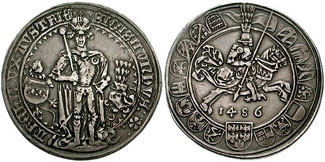
1486년 오스트리아 발행 굴덴그로셴

탈러의 뿌리는 15세기 중엽으로 거슬러 올라간다. 15세기 유럽에서는 계속되는 전쟁으로 인한 비용 부담으로 동전의 가치가 계속 떨어졌으며, 인도 및 인도네시아, 동아시아로부터 향신료와 도자기, 명주 등을 수입하기 위해 금과 은을 지불했기 때문에 동전 주조 상황이 좋지 않았다. 계속되는 동전의 가치 저하로 인해 신성 로마 제국에서 쓰이던 은화인 그로셴의 은 함유량은 5% 밑으로 떨어지기도 했다.
유럽에서 은 광산이 발견되고 이를 캐내기 시작하자 이탈리아는 1472년 6g이 넘는 은화인 트론을 발행했다. 1474년에는 9g 리라 은화가 발행됐고, 오스트리아의 지기스문트는 1484년 약 15.5g의 은화인 하프 굴덴그로셴(half Guldengroschen)을 발행했다. 하프 굴덴그로셴은 시제품에 가까운 은화로 적은 양만 발행됐으나 성공적으로 유통돼 더 많은 양이 필요해졌다.
마침내 1486년 오스트리아의 지기스문트는 슈바츠에서 키낸 은으로 할인티롤에서 최초의 탈러 크기의 큰 은화인 굴덴그로셴(Guldengroschen)을 발행했다. 굴디너(guldiner)라는 별명이 붙은 굴덴그로셴은 큰 인기를 얻었고 곧 은이 있는 지역에서 이를 모방한 동전들이 만들어졌다.

### 최초의 탈러

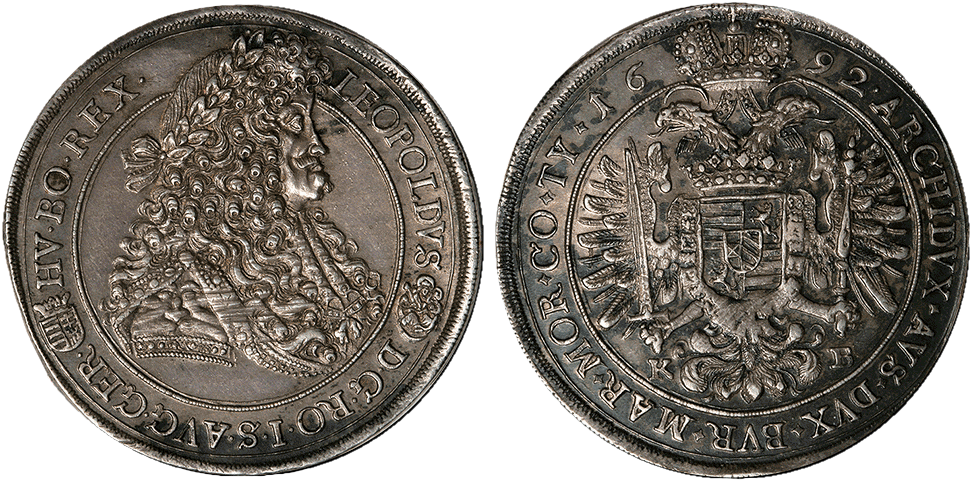
1692년 발행 신성 로마 제국 레오폴트 1세 탈러

1518년까지 굴덴그로셴은 중앙유럽 전역에서 쓰였다. 야기에우워 왕조의 러요시 2세가 통치하던 보헤미아 왕국에서 히에로니무스 슐리크 백작이 굴덴그로셴과 크기가 비슷하지만 순도가 조금 더 낮은 굴덴그로셴을 발행했고, 요아힘스탈에서 나온 은으로 만들었기에 독일어로 요아힘스탈러라는 이름이 붙었다. 요아힘스탈러에는 성모 마리아의 아버지인 요아킴이 보헤미아의 사자와 함께 그려졌다. 은이 많이 나오는 주변의 골짜기들에서 비슷한 은화들이 발행되기 시작했고, 각각의 은화들은 은을 캐낸 골짜기의 이름이 붙었다. 곧 많은 양의 은화들이 세상에 나왔고 이러한 은화들은 폭넓게 독일어로 탈러(thaler) 또는 체코어로 톨라르(tolar)로 알려지게 됐다.
요아힘스탈러는 은 29.2g으로 만들어졌다. 요아힘스탈러가 널리 유통되는 것을 지켜본 부르고뉴 공국과 프랑스에서는 이와 비슷한 동전을 발행하기 시작했다. 이는 스페인 제국의 통치에 맞서 저항한 네덜란드에서도 쓰였으며, 독립을 원한 네덜란드의 주들은 1575년부터 새 통화인 달더르를 발행해 쓰기 시작했다. 네덜란드의 달더르는 사자가 그려져 있었기 때문에 레이위벤달더르(leeuwendaalder, 사자 달더르)로 불렸다.
신성 로마 제국은 유럽에서 무역을 할 때 기준으로 쓸 새로운 탈러를 발행하려 했다. 1566년부터 1750년까지 발행한 신성 로마 제국의 라이히스탈러(Reichsthaler, 제국 탈러)는 은 25.984g을 포함하고 있었고 신성 로마 제국 전체의 계산 단위가 됐다.
17세기에 요아힘스탈러의 일부가 러시아 차르국에서도 유통됐고, 이름의 앞부분을 변형해 예피모크(ефимок)라고 불렸다.

### 후기 독일 탈러

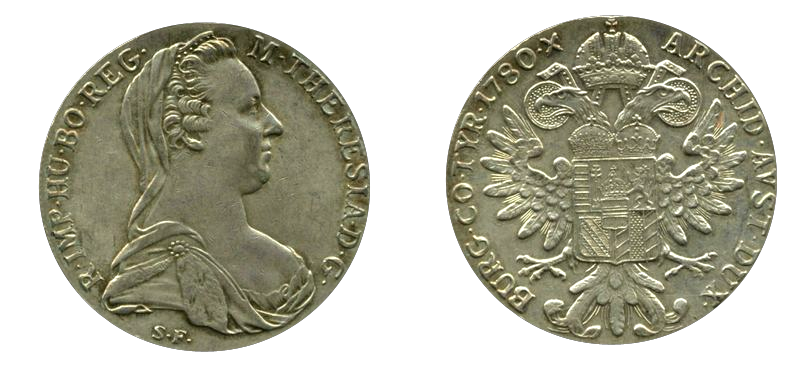
1780년 발행 마리아 테레지아 탈러

탈러의 발행은 16세기 후반부터 17세기까지 정점을 맞이했고 다양한 탈러들이 발행됐다. 그 가운데에는 기존의 탈러보다 16배나 크거나 은 함유량이 450g이 넘는 대형 탈러도 있었는데 이러한 대형 탈러들이 발행된 이유는 확실하지 않다. 이러한 탈러보다 가치가 더 높은 동전들은 뢰저(löser)라는 이름이 붙었으며, 적은 양만 유통됐고 오늘날에는 적은 수만 남아있다.
신성 로마 제국에서 탈러는 다양한 화폐들의 기준이 됐는데, 프로이센에서는 탈러와 함께 라이히스탈러가 기준으로 쓰였다. 1857년에 페라인스탈러(Vereinsthaler, 동맹 탈러)가 독일의 대부분의 주에서 쓰였으며 오스트리아에서는 1867년까지, 독일에서는 1871년까지 발행됐다. 독일 제국 시기에서 페라인스탈러 동전은 1908년까지 3마르크 동전으로 쓰였으며, 제1차 세계 대전의 패전으로 물가 상승이 심했을 때 부가적으로 각인된 탈러 동전들이 긴급하게 쓰이기도 했다.
마리아 테레사 탈러는 20세기까지도 에티오피아와 아라비아 반도에서 쓰였다.

### 네덜란드 달더르

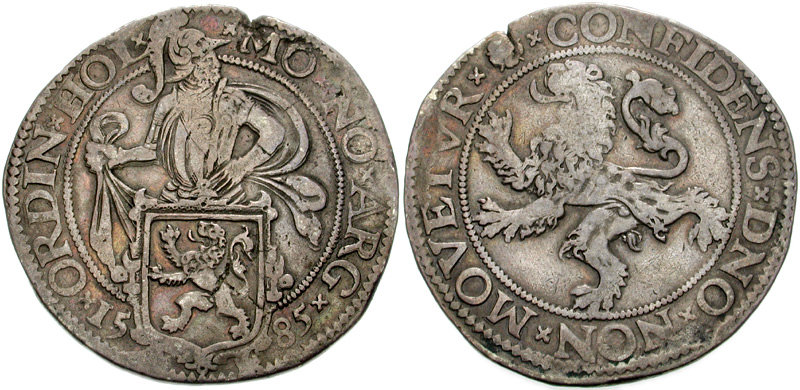
1585년 네덜란드 발행 레이위벤달더르

네덜란드에서는 달더르와 레이크스달더르(rijksdaalder, 제국 달더르)가 네덜란드 휠던과 함께 쓰였으며 각각 1½네덜란드 휠던과 2½네덜란드 휠던의 가치를 가졌다.
부르고뉴 십자가 그려진 크라위스달더르(kruisdaalder, 십자 달더르)는 네덜란드 17주 전역에서 널리 쓰였으나 독립을 원한 주들에서 스페인의 군주이자 부르고뉴 공작이었던 펠리페 2세를 모시지 않기로 선언하면서 새로운 달더르가 쓰이게 됐다. 새 달더르 동전은 독립을 선언한 네덜란드 7개주 가운데 6개주에서 1575년부터 부르고뉴 십자 대신 사자가 그려져 있었으므로 레이위벤달더르라는 이름이 붙었다.
레이위벤달더르는 순도 75%의 은 약 27.68g으로 만들어졌다. 레이위벤달더르는 두카톤(순도 92% 은 약 31.82g)이나 레이크스달더르(순도 88.5% 은 약 29.03g) 등 액면이 높은 다른 동전들보다 가벼웠다. 이로 인해 네덜란드 상인들은 다른 무겁고 비싼 동전들보다 레이위벤달더르로 외채를 갚는 것이 더 이익이었고, 레이위벤달더르는 무역에서 널리 쓰이게 됐으며 동, 서의 식민지와 중동에서 인기가 많았다.
1680년 네덜란드에서 네덜란드 휠던을 바탕으로 한 새 은화가 도입되며 레이위벤달더르의 발행이 중지됐으나, 유통이 중지된 지 약 200여년 뒤에도 달더르는 1½네덜란드 휠던을 나타내는 단위로 쓰였다.
레이위벤달더르는 아메리카의 뉴네덜란드에서도 쓰였으며 서쪽의 13개 식민지 전역에서까지 쓰였다. 달더르는 곧 스페인 제국령 아메리카 식민지에서 쓰이는 동전들을 일컫는 낱말로 쓰였고, 이 동전들은 미국 독립 혁명 시기에 북아메리카에서도 쓰였고 결국 18세기 후반 달더르에서 파생된 달러가 미국의 화폐 단위로 쓰이게 됐다. 또한 독일과 이탈리아의 도시에서 레이위벤달더르를 모방한 동전들이 발행됐으며, 이 동전들은 루마니아에서 유통됐고 이에 따라 사자를 뜻하는 레우(leu)가 루마니아와 몰도바의 화폐 단위의 어원이 됐다.

### 스칸디나비아 달러

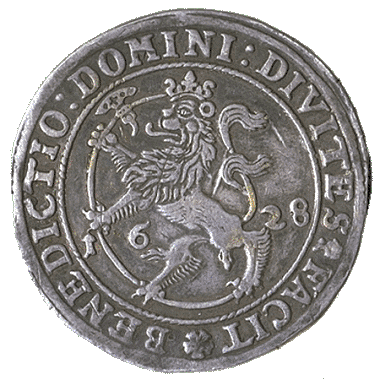
1628년 노르웨이 발행 노르웨이 릭스달러

탈러는 17세기에 달러(daler)라는 이름으로 스칸디나비아반도에서 널리 쓰이게 됐고 덴마크 릭스달러와 스웨덴 릭스달러, 노르웨이 릭스달러 등 다양한 달러들이 유통됐다. 1873년에 스칸디나비아 통화동맹이 세워진 뒤 덴마크와 스웨덴은 각각 덴마크 크로네와 스웨덴 크로나를 쓰기 시작하며 달러 유통이 중지됐고, 1876년 노르웨이가 스칸디나비아 통화동맹에 들어가며 노르웨이 크로네를 도입해 달러 유통이 중지됐다.

## 유산
오늘날 탈러라는 이름이 붙은 통화는 없으나 달러 등의 이름으로 남아있다. 슬로베니아어로 탈러를 뜻하는 톨라르(tolar)는 2006년까지 슬로베니아 톨라르에서 쓰였으며, 1992년과 1995년 사이에 벨라루스는 통화 단위로 탈러를 도입하려 했다. 에티오피아에서 쓰이는 비르는 탈러를 뜻하는 현지 이름이었으며, 아라비아 반도의 리얄 또는 리알 역시 마찬가지였다.
독일어 구어체로 탈러(thaler)는 1930년대까지 3마르크를 뜻했다. 그리스에서 탈리로(τάληρο)는 5단위 금액(5그리스 드라크마 또는 5유로)을 뜻하는 말로 널리 쓰였는데, 1833년에 그리스 드라크마가 처음 도입됐을 때 드라크마는 탈러의 5분의 1만큼의 가치를 가졌기 때문이다. 이 용어는 여전히 5유로 지폐를 부를 때 쓰인다.

## 같이 보기
- 은화